# Narciso y Goldmundo
Narciso y Goldmundo (originalmente, en alemán, Narziß und Goldmund) es una novela del premio nobel alemán Hermann Hesse, escrita en 1930.
Se trata de una novela de "conciliación" de antagonismos. Los dos personajes protagónicos de la misma, Narciso y Goldmundo, siguen, cada uno, sus propios caminos, atraviesan —el uno y el otro— innumerables desventuras y descubrimientos. Sus puntos de vista respectivos sobre el mundo, sus cosmovisiones, bosquejan en el inicio trayectorias marcadamente divergentes, para reencontrarse, después en lo esencial, hacia el final de la obra.
La reconciliación es propuesta, hacia el desenlace, por el novelista. Lo que se ve de hecho es que ambos personajes no han dejado de pensar emocionadamente, el uno en el otro, a lo largo de toda la vida. A pesar de las diferencias de enfoque, de objetivos, de menesteres que los han atareado. Hesse buscará conjugar a su manera sin quebrantarlo, un dualismo manifiesto entre espíritu y materia, entre espiritualidad y animalidad, o entre la vocación y la mirada de las ciencias y la de las artes.

## Personajes principales
Narciso es un novicio, un monje, dotado del conocimiento de una amplísima sabiduría humana. Diligente y contemplativo, amante del griego clásico y de las ciencias; una persona enteramente espiritual y consagrada con unción a la vida religiosa. Aun siendo muy joven ha sido designado como asistente de griego en la escuela del monasterio de Mariabronn, lugar al que en cierto día arriba un nuevo alumno: Goldmundo. Poco a poco, en sesiones de lenta y mesurada aproximación, Narciso, con sensibilidad y prudencia, mostrará a este muchacho su camino, que no era el que otros —su padre— habían conformado y prediseñado para él.
Goldmundo, en la polaridad, representará el espíritu sensible del artista, con una gran capacidad de amar y de conmoverse ante los eventos de la vida. Durante su periplo vital afrontará innumerables aventuras y tropezará con la diversidad de todo tipo de realidades, entre las cuales y no como cosa menor, está la muerte, que se le ha de presentar en una multiplicidad de rostros. Con una sola mirada entrañable logra capturar el corazón de las mujeres elegidas. Encarna ante nuestra mirada el espíritu del vagabundo, y sobre todo del artista creador, que es herencia de su madre, a la que persigue encontrar en las tinieblas de su inconsciente. Esta meta, y no otra, será el cometido de su vida entera. Pero en ese largo y a veces tortuoso peregrinaje en busca de sí, jamás se olvidará del amigo más amado, Narciso, constantemente presente en sus pensamientos.

## Esencia del argumento
El muy ascético y espiritual Narciso está destinado con claridad a cumplir una brillante carrera religiosa. Se nos presenta como un juvenil maestro en el convento de Mariabronn, respetado y hasta temido por sus superiores en virtud del reconocimiento de su señalada sabiduría.
La erudición, los conocimientos y el saber, no son sus únicas capacidades. Tiene también la muy personal aptitud de leer con hondura y precisión en el alma de las otras personas.
Tal lectura, tal empatía, será ejercida y aplicada en Goldmundo. Este joven y nuevo alumno depositado en el monasterio, fríamente, por un padre que aspira a transformarlo en un erudito y un religioso; todo esto en lo manifiesto. En el fondo recóndito de su alma aspira a que en su hijo se logre la expiación de la culpa de su madre, artista devota de su libertad, que los ha abandonado a ambos.
La madre siempre ha sido en el alma de Goldmundo una figura desprovista de ribetes claros, su perfil es el que le ha quedado de los relatos y de las referencias de su padre. Su amigo Narciso se ha de mostrar sensible a estos olvidos, a estas lagunas, y ayudará a volver a evocar aspectos perdidos, así como también colaborará para que Goldmundo arribe a la certidumbre de que la erudición y la vida religiosa no conjugan su verdadera vocación.
Convencido Goldmundo de la certeza de las palabras de Narciso, a los dieciocho años resuelve abandonar el monasterio de Mariabronn. Emprenderá así una nueva vida de vagabundo en la que el joven se irá iniciando en el aprendizaje del amor, sensual y emotivo, de todos los goces, de las alegrías y sufrimientos: en una palabra, de los más diversos aspectos de la vida.
Después de numerosos años de desesperanzada búsqueda, Goldmundo descubre verdaderamente su naturaleza de artista. La misma que tan brillantemente había sido entrevista y anunciada por su amigo Narciso. De este modo se va a transformar en alumno del maestro Nicolao, luego de la visión de una estatua de "María", que es obra suya. Su aspiración será la de plasmar las imágenes configuradas dentro de sí, a lo largo del tiempo, y que sintetizan su experiencia del mundo. Prontamente pasará de aprendiz a "maestro", pasaje en el cual mucho tendrá que ver la realización plástica del apóstol Juan, con los rasgos precisos de Narciso.
Llamado por sus apetitos de vida errante, deja su labor con el maestro Nicolao. Reemprende la vida de vagabundo y en el curso de ese denso peregrinaje ha de conocer los horrores multiformes del mundo, la peste que arrasa con las poblaciones, los polifacéticos rostros del amor; se entrega al abrazo apasionado de muchas mujeres, con su gran poder de seducción, pero únicamente algunas quedarán en su corazón: la gitana Lisa, Lidia, Julia, Lena —que morirá víctima de la peste—, Inés, amante de un conde... Pero entre tantos rostros solamente una figura femenina ha de acompañarlo en toda su existencia, desde que partiera del monasterio: la Madre eterna, imagen viva, continuamente mutable, que, finalmente resultará ser la imagen de su propia madre. Toda su vida ha sido la persecución de esa imagen. Para hallarla deberá arribar a la vejez...
Luego de este alejamiento, en el que progresivamente ha ido visualizando el rostro de su madre siente la necesidad de regresar al taller de su maestro, para plasmar en tallas en madera todas las imágenes acumuladas. Luego de un largo camino llega finalmente al atelier de Nicolao, pero él ha muerto.
Goldmundo permanece en la ciudad, con la intención de continuar su trabajo de artesano y escultor; pero allí conoce a una nueva mujer y se involucra en un episodio que le valdrá la condena a muerte. De esto lo salva un sacerdote, que es nada menos que Narciso convertido en abad del monasterio, quien lo lleva consigo de vuelta al lugar donde tantos años antes ambos se conocieron.
En el monasterio, Goldmundo se dedica al arte, sorprendiendo a Narciso y enseñándole muchas cosas que éste no conoció en su vida intelectual y religiosa. Se reconvierte y vive una vida sedentaria y de alguna forma espiritual; pero su alma errabunda le pide una última salida a los caminos, en la que se despediría de su juventud. Buscando en el fondo otro encuentro con una bella mujer de su pasado inmediato, sufrió un accidente, y se dirigió entonces —no sin orgullosas vacilaciones— de vuelta al convento. Narciso habrá de acogerlo y cuidarlo. Evolucionará mal y la muerte se le acercará. Pero ahora sabe que puede morir sereno y en paz. Ha entrevisto lo perseguido toda la vida, ha creído comprender que la imagen de su madre es la que le ha permitido —con propiedad— amar, y la que ahora le permite morir.
Sus últimas palabras a Narciso dictaminarán esta apreciación. «Para amar y morir, se requiere haber tenido madre».

## Perfiles de los protagonistas
En verdad, manifiesta o implícitamente, Narciso es el eje de toda la historia. Ya dejamos establecido que se trata de un joven de gran talento y que, por ello, casi es temido por sus superiores. En cierto modo su figura tiene dimensiones colosales, dentro del monasterio. Todo lo controla y a todos controla con el ejercicio de sus capacidades. Un abad -el abad Daniel- se nos aparece fútil en sus disputas con Narciso y en la rutinaria defensa de las "jerarquías".
Al concluir la novela él habrá llegado a ser el abad del monasterio de Mariabronn. La figura del apóstol Juan trabajada por Goldmundo operará como un catalizador en su evolución espiritual. Y captará las incertidumbres y las debilidades que lo conforman; se siente víctima de la filosofía y de su propia filosofía, de las que se sentía antes plenamente dueño, como dueño total de la verdad. Y así será gracias a la contraposición con Goldmundo como tomará conciencia de que el pleno control de la vida del espíritu no es el único camino, y que tal camino no es más eficaz que el sendero de los sentidos.
Goldmundo será el medio de que se vale Hesse para expresar las disidencias entre espiritualidad y mundanidad, entre "eros" y "logos". Serán sus versatilidades, sus incertidumbres las que lo conducirán a una vida de imperturbable vagabundo.

## Filosofía de la novela
El núcleo de pensamiento fundamental se halla en los dos últimos capítulos del libro. Allí, Hesse desarrolla, con las palabras de Narciso, sus ideas rectoras, al concluir el desarrollo de los hechos concretos.
El contraste entre naturaleza y espíritu es el corazón de la novela, en lo que concierne a la persecución y hallazgo de la verdad. Tanto Narciso, que representa el espíritu, como Goldmundo que simboliza la naturaleza, se han de sentir insatisfechos de sus respectivas búsquedas. Sus caminos son parciales, y no representan la totalidad humana. De esta manera Goldmundo se verá alejado de la espiritualidad y de la fe en Dios, en tanto que Narciso, inmerso en ambas, se verá desprovisto del conocimiento de la vida sensorial. Por último, algo de paz encontrarán al sentir que la bifurcación se ha debido a la aceptación de la personal idiosincrasia, del sí mismo esencial.